# Sam Simmonds
Pour les articles homonymes, voir Simmonds.

a Compétitions nationales et continentales officielles uniquement.

b Matchs officiels uniquement.
Dernière mise à jour le 16 juin 2025.
Sam Simmonds, né le 10 novembre 1994 à Torquay (Angleterre), est un joueur international anglais de rugby à XV jouant aux postes troisième ligne aile ou troisième ligne centre.
Formé à Exeter, il est prêté durant trois saisons pour progresser et avoir du temps de jeu, d'abord à Plymouth Albion, puis aux Cornish Pirates pendant deux ans. À son retour chez les Chiefs, il devient l'un des joueurs les plus importants de son équipe et est sélectionné en équipe d'Angleterre. Il remporte de nombreux titres, dont deux Championnat d'Angleterre en 2017 et 2020 et une Coupe d'Europe en 2020. Il a également joué avec les Lions britanniques et irlandais lors de leur tournée en 2021.
Son frère cadet Joe Simmonds, est également rugbyman et joue à la Section paloise.

## Biographie

### Jeunesse et formation
Sam Simmonds naît le 10 novembre 1994 à Torquay. Son père, David, est pêcheur et sa mère, Nicola, est coiffeuse. Sam Simmonds grandit à Teignmouth, où il commence à jouer au rugby dans le club local, le Teignmouth RFC. Il pratiquait également le football et souhaitait devenir footballer. Cependant, après avoir été sélectionné pour jouer avec l'équipe du compté de Devon à l'âge de 14 ans, il décide de se concentrer sur le rugby. Il soutient le Liverpool FC et était fan de Steven Gerrard et Jonny Wilkinson.
À 17 ans, il rejoint le centre de formation des Exeter Chiefs. Il n'était cependant pas assez costaud, pesant seulement 85 kg. Il faisait ainsi deux fois plus de musculation que les autres joueurs pour rattraper son retard,.
Il a un petit frère, Joe Simmonds, qui joue aussi au rugby à XV.

### Débuts à Exeter puis prêts à Plymouth et aux Cornish Pirates (2012-2017)
Sam Simmonds fait ses débuts professionnels avec Exeter durant la saison 2012-2013, à l'occasion d'un match de coupe anglo-galloise le 11 novembre 2012, lorsqu'il entre en jeu à cinq minutes de la fin du match face aux London Welsh, une victoire 15-42,. Il joue ensuite deux autres matchs dans cette compétition, ces seuls de la saison. La saison suivante, il joue un seul match de coupe anglo-galloise contre les Ospreys, son seul de la saison toutes compétition confondues. Exeter atteint ensuite la finale qu'il remporte 15 à 8 contre Northampton. 
Ensuite, pour la saison 2014-2015, il est prêté à Plymouth Albion, en deuxième division anglaise. Puis, il fait son retour avec les Chiefs pour la fin de saison, qui voit son équipe atteindre de nouveau la finale de la coupe anglo-galloise. Cette fois, ils sont battus par les Saracens sur le score de 23 à 20. Simmonds ne participe toutefois pas à cette finale. 
Il est de nouveau prêté pour la saison 2015-2016, cette fois aux Cornish Pirates, qui jouent aussi en deuxième division. Pour sa première saison à Penzance, il joue seize matchs toutes compétitions confondues et marque un essai. Son prêt est ensuite reconduit la saison suivante. Puis, il fait son retour dans son club formateur en seconde partie de saison 2016-2017. Il joue alors son premier match en championnat d'Angleterre le 12 février 2017 contre les London Wasps, terminant la rencontre en étant nommé homme du match. Plus tard dans la saison, il marque l'essai de la victoire en demi-finale contre les Saracens en étant entré sur le terrain en qualité de remplaçant et qualifie ainsi son équipe en finale,. Il participe à la finale victorieuse contre les Wasps en entrant en jeu à la place de Dave Dennis à la 59e minute. 

### Débuts avec le XV de la Rose et domination du rugby anglais avec Exeter (2017-2020)
En début de saison 2017-2018, Sam Simmonds est appelé pour la première fois en équipe d'Angleterre en octobre 2017 pour les match amicaux d'automne, devançant alors James Haskell habituellement sélectionné Il fait ses débuts internationaux et obtient sa première cape le 11 novembre 2017 face à l'Argentine. Remplaçant en début de match, il remplace Nathan Hughes à dix minutes de la fin et les siens l'emportent 21-8. Il joue également face à l'Australie avant de connaître sa première titularisation avec le XV de la Rose lors du troisième match face aux Samoa et joue toute la rencontre. Quelques mois plus tard, il est convoqué pour le Tournoi des Six Nations 2018. Il joue quatre des cinq matchs de son pays, dont trois titularisations et marque un doublé contre l'Italie. De retour en club, les Chiefs se qualifient en finale du championnat où ils affrontent les Saracens. Sam Simmonds est titulaire en troisième ligne avec Don Armand et Dave Ewers mais les siens sont battus 10-27. À la fin de cette saison, il est nommé dans l'équipe type de Premiership.
La saison suivante, en 2018-2019, il est se blesse aux ligaments d'un genou, le rendant indisponible au moins six mois et compromettant sa participation à la Coupe du monde. Finalement, il est de retour pour la demi-finale du championnat face à Northampton, durant laquelle il entre en jeu à la place de Dave Ewers et marque un essai. Exeter s'impose 42 à 12. En finale contre les Saracens, Simmonds débute la partie sur le banc des remplaçant avant de faire son entrée à la 68e minute. Les Sarries l'emportent sur le score 34 à 37,. Malgré son retour à la compétition précoce, il n'est pas sélectionné pour le mondial au Japon, notamment à cause de la forte concurrence à son poste,. 
Durant la saison 2019-2020, son club est dans un premier temps finaliste de la Coupe d'Europe contre le Racing 92. Il est titulaire et marque un essai dans ce match qui se termine par une victoire anglaise 31 à 27. Exeter est alors champion d'Europe pour la première fois de son histoire,. Ayant marqué huit essais durant la saison européenne, Sam Simmonds finit meilleur marqueur de la saison dans la compétition tandis que son frère Joe est meilleur réalisateur, avec 95 points. Il remporte également le prix EPCR de Joueur européen de l'année. En championnat son équipe est également finaliste. Les Chiefs rencontrent les Wasps. Sam Simmonds est titularisé et les siens l'emportent 19 à 13 et réalisent ainsi le doublé Coupe d'Europe/Championnat,. À l'issue de la saison, il est retenu dans l'équipe type de Premiership. 

### Retour en sélection (2021-2023)
En 2020-2021, Exeter se qualifie jusqu'en finale du championnat pour la sixième fois consécutive et affronte les Harlequins. Pour cette rencontre, Sam Simmonds est titulaire en troisième ligne aux côtés de Jannes Kirsten et Richard Capstick et marque un essai. Son équipe est battue de justesse en toute fin de match et s'incline sur le score de 38 à 40,. Cette saison, Simmonds bat le record d'essais marqués en une seule saison avec 21 réalisations en 23 matchs. Il devance ainsi Domincic Chapman et Christian Wade, qui en ont marqué 16 chacun,. Il est également élu meilleur joueur de Premiership de la saison et est retenu dans l'équipe type,.
À l'issue de cette saison, en mai 2021, après d'excellentes performances, Sam Simmonds est récompensé en étant nommé pour la première fois dans l'équipe des Lions britanniques et irlandais pour la tournée en Afrique du Sud. Il participe à une rencontre face aux Springboks, lorsqu'il remplace l'Irlandais Jack Conan en cours de match.
Durant le début de la saison 2021-2022, trois ans après sa dernière sélection, il est de nouveau appelé en équipe d'Angleterre pour la tournée d'automne 2021. Il prend part à deux rencontres face à l'Australie et l'Afrique du Sud,. Ensuite, il est appelé pour participer au Tournoi des Six Nations 2022. Il joue les cinq matchs dont trois en tant que titulaire dans ce tournoi où son pays termine en troisième position. Après avoir terminé à la septième place du classement général de la saison régulière, Exeter n'est pas qualifié en phase finale et n'est donc pas finaliste de Premiership pour la première fois depuis 2015.
En octobre 2022, il est sélectionné en équipe nationale et participe aux quatre tests internationaux d'automne 2022. Il fait ensuite partie du groupe anglais pour le Tournoi des Six Nations 2023 mais ne joue aucun match.

### Départ au Montpellier HR (2023-2025)
Après plus de dix ans au plus haut niveau à Exeter, Sam Simmonds rejoint le Montpellier Hérault rugby pour la saison 2023-2024. Il vient remplacer Zach Mercer qui retourne en Angleterre à Gloucester. Avec ce choix de carrière, il devient inéligible pour jouer avec le XV de la Rose. De plus, il décline la sélection de Steve Borthwick pour participer à la Coupe du monde 2023,.
En octobre 2024, le journal du Midi Olympique annonce l'arrivée du joueur au sein du Lyon olympique universitaire à l'issue de la saison 2024-2025.

## Palmarès

### En club
- Exeter Chiefs
  - Vainqueur de la Coupe anglo-galloise en 2014
  - Finaliste de la Coupe anglo-galloise en 2015
  - Vainqueur du Championnat d'Angleterre en 2017 et 2020
  - Finaliste du Championnat d'Angleterre en 2018, 2019 et 2021
  - Vainqueur de la Coupe d'Europe en 2020

### Distinctions personnelles
- Membre de l'équipe type du Championnat d'Angleterre en 2018, 2020 et 2021
- Meilleur marqueur d'essais de la Coupe d'Europe en 2020
- Joueur européen de l'année en 2020
- Meilleur joueur du Championnat d'Angleterre en 2021
- Meilleur marqueur d'essais du Championnat d'Angleterre en 2021 (21 essais)
- Détenteur du record du nombre d'essais marqués en une saison du Championnat d'Angleterre (21 essais)
- Meilleur marqueur d'essais de l'histoire des Exeter Chiefs (85 essais)